# Нікола Юрішич
Нікола Юрішіч (хорв. Nikola Jurišić, угор. Miklós Jurisics) — хорватський лицар, дворянин та дипломат. Знаменитий своїм героїчним звершенням під час якого за його керівництва легіон з семисот хорватських ратників відбив наступ сто сорокатисячного османського війська під командуванням Сулеймана Пишного та Ібрагіма Паші.

## Загальна інформація
Юрішич народився у місті Сень, на узбережжі північно-західної Хорватії.
Перші згадки про нього датуються в 1522 р. де він згадується офіцером габсбурзьких військ Фердинанда I, розміщених у хорватських фортах для захисту від вторгнення Османської імперії під час планів Сулеймана I захопити Відень. Десь між 1522 і 1526 рр. він став лицарем.
Після битви при Могачі в 1526 році король зробив його верховним командувачем збройних сил які захищали кордони (supremus capitaneus, Veldhauptmann unseres Kriegsfolks ширший Туркен). Юрішич, у свою чергу, допоміг Фердинанду Габсбургу стати королем Хорватії під час проведення виборів 1527 р. у Цетині. У 1530 був відправлений до Константинополя для переговорів з османами для мирної угоди.

## Облога Гюнса (Кесега)
У 1532 році, під час легендарної облоги Кесега капітан Нікола Юрішич очолював захист малого прикордонного форту Кесег, маючи під своєю орудою лише 700—800 хорватських солдат без гармат і з кількома рушницями проти османської армії чисельністю у 120 —140 тисяч на чолі з самим султаном Сулейманом Пишним.
Є дві версії тієї битви: За однією з них, після того як Сулейман I повів армію в 140 тис. до Відня, Нікола Юрішич та його 800 хорватських ратників відповіли на заклики імператора Габсбургів захищати місто. Проїжджаючи через західну Угорщину, хорвати побачили безпорадних жінок і дітей у малому форті Кесег і вирішили захистити їх. Форт був на шляху до Відня, тому Сулейман I напав, і після триденної битви Юрішіч написав: "… Я і 89 моїх лицарів втомилися, запасів також мало. Якщо ми витримаймо ще один день, це буде диво… ". Перед вирішальною битвою жінки та діти дві години молилися до святого Мартіна, після чого розпочався останній османський штурм. Після десяти хвилин битви турки відступили зі словами що побачили полум'яного лицаря з вогняним мечем.
Згідно з іншою версією місту запропонували умови номінальної капітуляції. Єдиними османами яким дозволяється увійти до замку має бути лексема що підніме турецький прапор. Сулейман відступив після приходу серпневих дощів і тому відмовися йти до Відня, як було заплановано раніше, а повернувся додому. Його стримували десь чотири тижні, за цей час у Відні було зібрано численне військо, з яким султан не хотів мати справу. Таким чином Юрішіч та його люди врятували Відень від облоги.

## Подальше життя
Після битви під Горджаном у 1537 році він знову став верховим капітаном Славонії та Нижньої Австрії. У 1540 році він був капітаном Карніоли.
Останні роки життя він провів секретним радником при суді у Відні. Помер у тому самому мадярському місті Кьосег.